# Hal David
Hal David (25. maj 1921 i Brooklyn, New York, USA – 1. september 2012 i Los Angeles, USA) var en oscar-vindende amerikansk sangskriver, der blandt andet var med til at skrive Raindrops Keep Fallin' on my Head og Walk on By. Han døde af et hjertetilfælde.